# Syrycjusz
Syrycjusz – imię męskie, którego patronem jest św. Syrycjusz, papież (zm. 399). 
Syrycjusz imieniny obchodzi 26 listopada.